# 미국 재무부
미국 재무부(美國 財務部, 영어: Department of the Treasury)는 미국의 행정 기관이다. 연방 정부의 한 부로서 세금을 징수하고 국가 재정을 관리한다. 2025년 기준으로 재무부 장관은 스콧 베센트이다.

## 역사
미국 재무부의 역사는 미국 독립 혁명의 혼란기 때부터 시작하는데, 당시 필라델피아에 소재한 대륙회의는 영국에 맞서 독립전쟁에 자금을 조달하는 중요한 사안을 고려하고 있었다.

## 미국 재무부 테러금융정보실
미국 재무부 테러금융정보실(TFI)은 재정·금융통화 정책 관련 정보수집을 담당하는 곳이다.